# Płatonóg (owady)

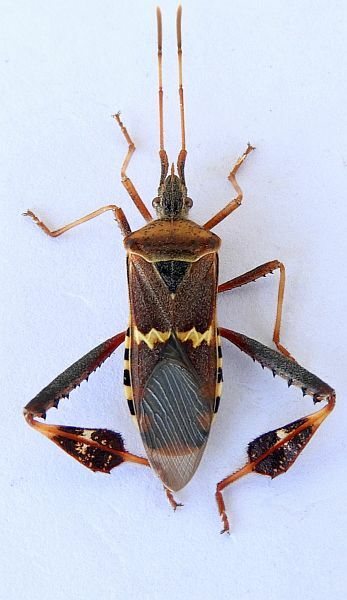
Płatonóg ostronosy

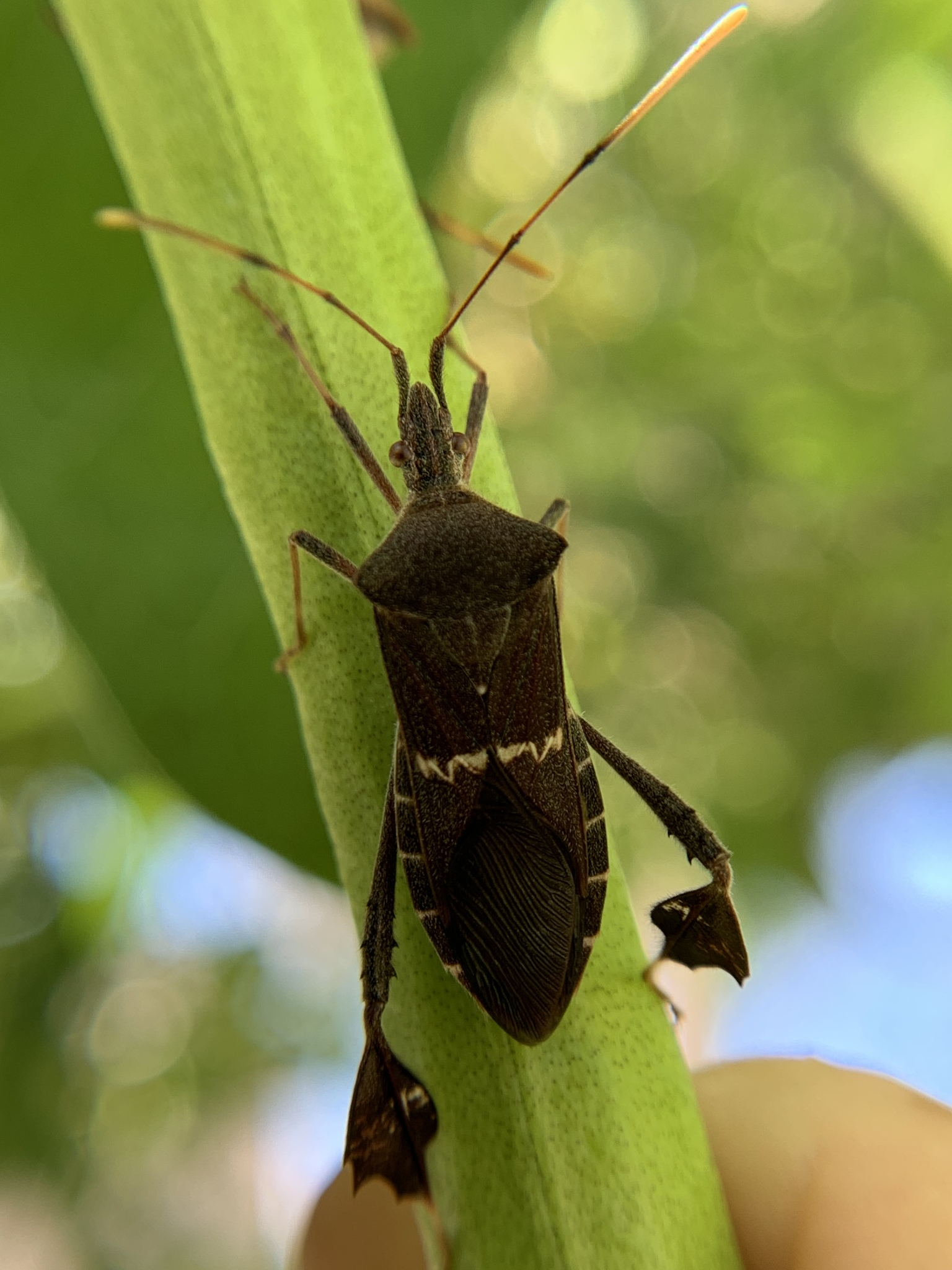
Leptoglossus concolor

Płatonóg (Leptoglossus) – rodzaj pluskwiaków z podrzędu różnoskrzydłych i rodziny wtykowatych. Obejmuje 62 opisane gatunki. Współcześnie rozmieszczony jest kosmopolitycznie, ale tylko trzy gatunki spotykane są poza Amerykami, a większość żyje w krainie neotropikalnej.

## Morfologia
Pluskwiaki o wydłużonym ciele, różnych rozmiarów. Stercząca ku przodowi głowa jest dłuższa niż szeroka, przed wzgórkami czułkowymi wydłużona. Przedustek ku przodowi sięga nieco przed płytki żuwaczkowe i zwykle ma zaokrąglony wierzchołek. Czułki nie mają kolców u podstawy, pierwszy ich człon jest zgrubiały i zakrzywiony, a drugi dłuższy niż trzeci. Przyoczka leżą bliżej oczu złożonych niż siebie. Kłujkę budują cztery człony, z których trzeci jest najkrótszy. Przedplecze jest zazwyczaj dłuższe od głowy, w zarysie prawie sześciokątne, najszersze na wysokości barków, które to są mniej lub bardziej rozszerzone. Przednia część przedplecza opada ku dołowi. Tylna jego część ma przed wklęśniętą tylną krawędzią nierównomiernie wyniesioną listewkę poprzeczną. Tarczka jest mniej więcej tak szeroka jak długa. Półpokrywy mają zakrywki nieco wystające poza wierzchołek odwłoka. Odnóża wszystkich par mają na spodzie ud dwa szeregi skierowanych odsiebnie kolców o zwiększających się ku szczytowi uda rozmiarach. Uda tylnej pary są nabrzmiałe, u samców zwykle wyraźniej niż u samic. Golenie ostatniej pary są wyraźnie, płatowato rozszerzone.

## Rozprzestrzenienie
Współczesny zasięg rodzaju jest kosmopolityczny. Wszystkie gatunki oprócz płatonoga cytrusowego występują w Amerykach, a zdecydowana większość z nich w krainie neotropikalnej, w tym ponad połowa w Ameryce Południowej. Płatonóg cytrusowy rozmieszczony jest poza Amerykami na Wyspach Kanaryjskich na południowym zachodzie Palearktyki, na południu krainy etiopskiej, krainie madagaskarskiej, prawie całej krainie orientalnej oraz w krainie australijskiej (głównie w jej północnej części). Z kolei pochodzący z Nearktyki wtyk amerykański zawleczony został do Ameryki Centralnej i Południowej, Afryki Południowej oraz do Palearktyki – jako jedyny przedstawiciel rodzaju występuje w Europie i palearktycznej Azji.

## Taksonomia
Rodzaj ten wprowadzony został w 1831 roku przez Félixa Édouarda Guérina-Méneville’a jako monotypowy, z opisanym w tej samej publikacji Leptoglossus dilaticollis jako jedynym gatunkiem. Rodzaj przestał być monotypowy w 1870 roku.
Do rodzaju tego należą 62 opisane gatunki:

- Leptoglossus absconditus Brailovsky & Barrera, 2004
- Leptoglossus alatus (Walker, 1871)
- Leptoglossus arenalensis Brailovsky & Barrera, 2004
- Leptoglossus ashmeadi Heidemann, 1909
- Leptoglossus balteatus (Linnaeus, 1771)
- Leptoglossus brevirostris Barber, 1918
- Leptoglossus caicosensis Brailovsky, 2014
- Leptoglossus cartagoensis Brailovsky & Barrera, 1998
- Leptoglossus chilensis (Spinola, 1852)
- Leptoglossus cinctus (Herrich-Schäffer, 1836)
- Leptoglossus clypealis Heidemann, 1910 – płatonóg ostronosy
- Leptoglossus concaviusculus Berg, 1892
- Leptoglossus concolor (Walker, 1871)
- Leptoglossus confusus Alayo & Grillo, 1977
- Leptoglossus conspersus Stål, 1870
- Leptoglossus corculus (Say, 1832)
- Leptoglossus crassicornis (Dallas, 1852)
- Leptoglossus crestalis Brailovsky & Barrera, 2004
- Leptoglossus dearmasi Alayo & Grillo, 1977
- Leptoglossus dentatus Berg, 1892
- Leptoglossus dialeptos Brailovsky & Barrera, 1994
- Leptoglossus digitiformis Brailovsky, 1990
- Leptoglossus dilaticollis Guérin-Méneville, 1831
- Leptoglossus egeri Brailovsky, 2014
- Leptoglossus fasciatus (Westwood, 1842)
- Leptoglossus fasciolatus (Stål, 1862)
- Leptoglossus flavosignatus Blöte, 1936
- Leptoglossus franckei Brailovsky, 2014
- Leptoglossus fulvicornis (Westwood, 1842)
- Leptoglossus gonagra (Fabricius, 1775) – płatonóg cytrusowy
- Leptoglossus grenadensis Allen, 1969
- Leptoglossus harpagon (Fabricius, 1775)
- Leptoglossus hesperus Brailovsky & Couturier, 2004
- Leptoglossus humeralis Allen, 1969
- Leptoglossus impensus Brailovsky, 2014
- Leptoglossus impictipennis Stål, 1870
- Leptoglossus impictus (Stål, 1860)
- Leptoglossus ingens (Mayr, 1865)
- Leptoglossus jacquelinae Brailovsky, 1976
- Leptoglossus katiae Schaefer & Packauskas, 2008
- Leptoglossus lambayaquinus Brailovsky & Barrera, 2004
- Leptoglossus lineosus (Stål, 1862)
- Leptoglossus lonchoides Allen, 1969
- Leptoglossus macrophyllus Stål, 1870
- Leptoglossus manausensis Brailovsky & Barrera, 2004
- Leptoglossus neovexillatus Allen, 1969
- Leptoglossus nigropearlei Yonke, 1981
- Leptoglossus occidentalis Heidemann, 1910 – wtyk amerykański
- Leptoglossus oppositus (Say, 1832) – płatonóg kasztanowy
- Leptoglossus pallidivenosus Allen, 1969
- Leptoglossus phyllopus (Linnaeus, 1767) – płatonóg przepasany
- Leptoglossus polychromus Brailovsky, 2014
- Leptoglossus quadricollis (Westwood, 1842)
- Leptoglossus rubrescens (Walker, 1871)
- Leptoglossus sabanensis Brailovsky & Barrera, 2004
- Leptoglossus stigma (Herbst, 1784)
- Leptoglossus subauratus Distant, 1881 – płatonóg opuncjowy
- Leptoglossus talamancanus Brailovsky & Barrera, 1998
- Leptoglossus tetranotatus Brailovsky & Barrera, 1994
- Leptoglossus usingeri Yonke, 1981
- Leptoglossus venustus Alayo & Grillo, 1977
- Leptoglossus zonatus (Dallas, 1852) – płatonóg nakłuwacz